# Caboré
Everaldo de Jesus Pereira, genannt Caboré, (* 19. Februar 1980 in Salvador) ist ein ehemaliger brasilianischer Fußballspieler. Der Linksfüßer spielte auf der Position eines Stürmers.

## Laufbahn
Am Anfang seiner Laufbahn wechselte Caboré in Brasilien jede Saison den Klub, bis er 2007 vom Gyeongnam FC aus Südkorea verpflichtet wurde. In der Saison wurde er Torschützenkönig, was eine Verpflichtung durch den FC Tokyo nach sich zog. Hier konnte der Spieler sich wieder nicht entscheidend durchsetzen, so dass bereits 2009 ein Wechsel nach Katar zum al-Arabi erfolgte. Hier wurde er wieder Torschützenkönig und konnte den Sheikh Jassim Cup gewinnen. 2011 erfolgte in Katar zum Umm-Salal SC. Caboré ging 2014 zurück nach Brasilien zum CA Bragantino und beendete dort am Ende der Saison seine aktive Laufbahn.

## Auszeichnungen
Gyeongnam
- Torschützenkönig der K League 1: 2007

al-Arabi
- Qatar Stars League: Torschützenkönig: 2009/10
- Sheikh Jassim Cup: 2010